# Estación de Buses de Asunción
La Estación de Buses de Asunción (denominada así desde diciembre de 2022), conocida anteriormente como la Terminal de Ómnibus de Asunción  es la principal Estación de ómnibus de la ciudad de Asunción, y de la República del Paraguay. Se encuentra en el barrio Terminal, entre las Avenidas Fernando de la Mora y República Argentina, de esta ciudad capital.
La estación presenta tanto servicios nacionales, de media distancia (desde 100 km. hasta 250 km.) y larga distancia (desde 250 km. en adelante) preferentemente; así como servicios internacionales. Hasta esta estación llegan y salen ómnibus desde y hacia todas las zonas del país, desde el sur, hasta el centro, este y norte del país, como Ciudad del Este, Encarnación, Pedro Juan Caballero, Coronel Oviedo, Villarrica, Pilar, Ayolas, San Juan Misiones, Caazapá, Saltos del Guairá, Concepción, Mariscal Estigarribia, Santaní; entre otros destinos nacionales. 
También hay servicios regulares desde y hacia varios destinos de Argentina, Brasil, Bolivia, Uruguay, Chile, entre ellas las ciudades argentinas de Buenos Aires, La Plata, Córdoba, Resistencia, Posadas, Clorinda; la ciudad uruguaya de Montevideo; las ciudades chilenas de Santiago de Chile, Iquique; las ciudades bolivianas de  La Paz, Santa Cruz de la Sierra; y las ciudades brasileñas de Brasilia, São Paulo, Río de Janeiro, Curitiba, Florianópolis, Foz de Iguazú, Porto Alegre; entre otros destinos internacionales.

## Historia
La actual Terminal fue inaugurada en abril del año 1984 en su actual ubicación, durante la administración municipal del Gral. Porfirio Ruiz Díaz. Anteriormente, entre los años '50 y '80, la antigua terminal de la ciudad estuvo entre las calles Constitución y Luis A. de Herrer y era conocido como El Litoral, alias " Terminal'i ", y era de administración privada. A finales de la década de 1970, la pequeña terminal, ubicada en el microcentro de Asunción, ya quedaba chico para soportar la creciente afluencia de vehículos de transporte de media y larga distancia, por lo que se planificó construir en las afueras del centro de la capital, una terminal de mayor envergadura, situada entre dos avenidas.
El Gobierno municipal de Asunción y el consorcio paraguayo-español Alfa Beta Construcciones-Ferrovial Internacional firmaron en 1981 el contrato de obra, financiación y explotación por ocho años de la Terminal, que pasó a manos comunales durante la administración de Carlos Filizzola.  La construcción de la terminal finalizó en el año 1984.
La obra de dos plantas fue realizada a un costo de G. 1.344 millones y fue diseñada originalmente para que los pasajeros accedieran al edificio por el segundo piso, donde fueron habilitadas 124 boleterías. En los salones de espera fueron distribuidas aproximadamente 1.000 sillas y 37 aparatos de televisión color. Una de las salas de espera está ubicada en la planta alta, sector donde también funcionaba el restaurante y la cafetería.
Actualmente tiene un movimiento de 25 000 pasajeros al día, y en días festivos como la Navidad, Año Nuevo o Semana Santa, ese número puede superar los 50 000 pasajeros al día. Trabajan más de 200 empresas de transporte. La Dirección Nacional de Transporte, dependiente del Ministerio de Obras Públicas y Comunicaciones, es la encargada de regular a la empresa de transporte público de media y larga distancia.
El 15 de diciembre de 2022, bajo la administración del intendente Óscar "Nenecho" Rodríguez, se realizó la inauguración de las mejoras de un bloque que había sufrido un incendio en el año 2017. Con esta inauguración, se renovó la denominación oficial de la terminal, quedando como «Estación de Buses de Asunción», aunque coloquialmente se la sigue llamando terminal.